# Yoshitsugu Saitō
Yoshitsugu Saitō (斎藤 義次, Saitō Yoshitsugu, 2 de novembro de 1890 - 10 de julho de 1944) foi um tenente-general do Exército Imperial Japonês durante a Segunda Guerra Mundial.

## Biografia
Nativo de Tóquio, Saitō se formou na 24ª classe da Acadêmia do Exército Imperial Japonês em 1912 na cavalaria. Ele chegou a servir na Guerra Russo-Japonesa. Ele então se formou na 36ª classe no Colégio Superior de Guerra em 1924. Ele foi rapidamente subindo na hierarquia do Exército passando por várioas regimentos de cavalaria em uma carreira não muito distinta.
Em 1938, ele se tornou membro do Estado Maior da 5ª Divisão do Exército Imperial e foi promovido ao posto de major-general quando ele foi realocado para o Exército de Kwangtung como chefe das operações da cavalaria. Ele se tornou um tenente-general em 1942.
Em abril de 1944, Saitō foi apontado como comandante da 43ª Divisão do Exército quando esta unidade foi transferida para Saipan. Como o Japão já praticamente tinha perdido o controle dos mares naquele estágio da Guerra do Pacífico, três divisões do Exército sofreram pesadas baixas devido a ataques de submarinos americanos aos navios de transporte japoneses. Saitō se tornou comandante de todas as forças japonesas em Saipan, apesar de não ter experiência em combate e nem sequer era o oficial de mais alta patente na ilha. O Almirante Chūichi Nagumo, comandante da Frota do Pacífico Central, também estava na ilha, e se tornou o principal conselheiro de Saitō.
A Batalha de Saipan começou em 15 de junho de 1944. Sem a possibilidade de receber mais suprimentos ou reforços, a situação dos defensores era precária mas Saito estava determinado a lutar até o último homem, já que ele tinha conhecimento que a captura de Saipan pelos americanos colocaria as ilhas principais do Arquipélago japonês dentro do alcance dos aviões bombardeiros dos Aliados. Os japoneses usaram várias cavernas vulcânicas da ilha como local para atacar e atrasar o avanço americano defendendo ferozmente suas posições durante o dia e atacando de forma furtiva durante a noite. Os norte-americanos rapidamente desenvolveram tecnicas para limpar as cavernas usando lança-chamas apoiados por artilharia e metralhadoras. Em 7 de julho, os japoneses já não tinham mais para onde recuar e a derrota parecia iminente. Apesar das objeções do Almirante Nagumo, Saito fez planos para um último ataque banzai suicida. Para os últimos civis na ilha, Saitō teria dito: "Já não há mais distinção entre civis e combatentes. Seria melhor para eles se juntarem ao ataque com lanças de bambu do que serem capturados com vida". Mas às 16:15h de 9 de julho, o comandante americano, Almirante Turner, anunciou que Saipan havia sido conquistada por completo. Saitō, ferido por um tiro de artilharia, cometeu suicídio ritual em uma caverna no amanhecer do dia 10 de julho.

### Livros
- Denfeld, D. Colt (1997). Hold the Marianas: The Japanese Defense of the Mariana Islands. [S.l.]: White Mane Pub
- Dupuy, Trevor N. (1992). Encyclopedia of Military Biography. [S.l.]: I B Tauris & Co Ltd
- Fuller, Richard (1992). Shokan: Hirohito's Samurai. London: Arms and Armor. ISBN 1-85409-151-4
- Toland, John (1970). The Rising Sun: The Decline and Fall of the Japanese Empire 1936-1945. [S.l.]: Random House